# CGP-35348
CGP-35348 é um composto químico utilizado em pesquisas científicas que actua como antagonista dos subreceptores GABAB .
Em ensaio clínico, O CGP-35348 foi ineficaz  em antagonizar a inibição de recaptação do GABA induzida por baclofeno, tornando-o um fármaco seletivo como antagonista heterorreceptor do GABAB. Além disso, CGP-35348 foi cerca de três vezes menos potente em antagonismo o gama-hidroxibutirato (GHB) e gama-butirolactona (GBL) quando comparado com baclofeno e o SKF-97,541 .